# El Paraíso, El Porvenir
El Paraíso är en ort i Mexiko.   Den ligger i kommunen El Porvenir och delstaten Chiapas, i den sydöstra delen av landet, 900 km sydost om huvudstaden Mexico City. El Paraíso ligger 2 585 meter över havet och antalet invånare är 146.
Terrängen runt El Paraíso är bergig åt nordväst, men åt sydost är den kuperad. Runt El Paraíso är det ganska tätbefolkat, med 179 invånare per kvadratkilometer. Närmaste större samhälle är Motozintla de Mendoza, 6,2 km söder om El Paraíso. I omgivningarna runt El Paraíso växer huvudsakligen savannskog.